# 一色義春
一色 義春（いっしき よしはる）は、室町時代の守護大名。

## 生涯
文正元年（1466年）、一色義直の嫡男として誕生した。
文明5年（1473年）、応仁の乱の東西両軍の総帥山名宗全と細川勝元が相次いで没し、足利義尚の9代将軍職就任が実現すると和睦の気運が高まり、翌文明6年（1474年）4月に山名政豊と細川政元との間で和議が成立した。一色氏ではこれまで西軍に属して戦ってきた父・義直が東軍に帰順、隠居して家督を義春に譲ることとなった。
同年閏5月、義春は応仁の乱以来若狭武田氏・細川氏に奪われていた丹後国守護を取り戻した。丹後では武田氏・細川氏配下の武将が所領返還を行おうとせず合戦となったが、若狭国守護武田国信は4月に交わされた和議に参加していたため、援軍を送ることができず、9月に丹後に在った武田軍の主将逸見真正が自害し、一色氏の丹後での旧領回復は順調に進んだ。文明9年（1477年）5月、室町幕府は北畠政郷に与えていた伊勢国北半国守護職を義春に与えたため、伊勢において北畠軍と一色軍の間で合戦が起こり、北畠軍が勝利している。
文明10年（1478年）、父義直の幕府出仕が認められ、その後見を得て幕政に参与し、文明12年（1480年）に相伴衆に任じられ義尚の側近となり、犬追物や和歌の贈答を通して義尚と親密になっていったが、文明16年（1484年）9月4日に病死した。享年19。義春を信頼していた義尚はその死を悼み猿楽の興行を中止した。弟の義秀は幼いため、丹後守護には義直が再任された。